# Circonscription d'Akaki Genbichu
La circonscription d'Akaki est une des 177 circonscriptions législatives de l'État fédéré Oromia, elle se situe dans la Zone Est Shoa. Sa représentante actuelle est Zebenay Haylu Abdi.